# Ljusbrun kornlöpare
Ljusbrun kornlöpare (Amara bifrons) är en skalbagge i familjen jordlöpare.
Det är en mellanstor (5,3-7,4 millimeter) ljus kornlöpare med svagt bronsskimmer. I Sverige har den vid spridning men har sin huvudsakliga utbredning vid kusten i de södra delarna. Det är en utpräglad torrmarksart som gillar nästan sterila sandytor som är solexponerade.